# プチドル
『プチドル』は、一部日本テレビ系列局で放送された読売テレビ製作のバラエティ番組。製作局の読売テレビでは2002年4月2日から同年9月24日まで、毎週火曜 24時55分 - 25時25分 (JST) に放送された。

## 概要
前番組『スタパー!!』から引き続き、藤井隆とYOUが司会を務めた深夜の公開オーディション番組である。オーディション参加者たちの中からスターを選出してデビューさせるというコンセプトを引き継いでいたが、オーディションの対象は女性へと変更された。
番組は毎週女性アイドルグループなどの特集を行い、その中から良かった女の子をデビューさせるという企画を主にしていた。番組から誕生したアイドルユニットの例としては「プチドル隊」がいる。

## 司会
- 藤井隆
- YOU

## 放送局
- 読売テレビ（製作局）
- テレビ信州
- テレビ金沢
- 中京テレビ
- 西日本放送

## エンディングテーマ
- 大阪Soul Town （神英彰）

## プチドル隊
プチドル隊（プチドルたい）は、2002年にこの番組から誕生した女性アイドルグループである。同年8月にCD「ヤッホー!恋した的なマイハート」でデビューし、その1曲のみをリリースして解散した。

### 来歴
2001年、前番組『スタパー!!』のオーディションで選ばれた4人の男性がアイドルグループを結成し、「RUN&GUN」というグループ名でCDデビューすることが決まった。その成功を受け、今度は女性アイドルグループの結成を目的としたオーディションが行われた。同オーディションで選ばれた女性メンバー10人の出演は、『スタパー!!』の後番組であるこの『プチドル』へと引き継がれ、番組名を冠したグループ名「プチドル隊」として活動を開始。彼女たちは司会の藤井とYOUの進行により、毎週のように試練が与えられた。
2002年8月、CD「ヤッホー!恋した的なマイハート」でのデビューが決まるが、グループ存続の条件として「オリコン初登場100位以内」という目標が設定された。しかし、翌週の同CDのオリコンの結果は目標の100位以内に届かず、約束通りに解散が決まった。

### メンバー
新森・松岡・出口の3人は、お笑いユニット「ドレミ」を組んで活動していた。
- 新森菜津子
- 谷口優佳
- 村上三奈
- 中村静香
- 松岡由夏
- 西村裕美
- 出口幸
- 藤本仁以奈
- 小川昌子
- 福島美佳

### CD
- ヤッホー！恋した的なマイハート（2002年8月28日発売）
R&C Japan Ltd. by YOSHIMOTO STEREO/YRCN-33007 定価 ¥800(税抜価格 ¥762)
  1. ヤッホー！恋した的なマイハート
  2. ヤッホー！恋した的なマイハート（オリジナル・カラオケ）